# Станко Матановић
Станко Шпиров Матановић (1875—1932) био је лекар, управник болнице на Цетињу и шеф хируршког одељења Државне болнице у Новом Саду.

## Биографија
Станко је рођен 1875. године на Цетињу. У период од 1886. до 1895. године похађао је гимназију на Цетињу и у Котору, након чека школовање наставља на студијама медицине у Хајделбергу. Докторску дисертацију је одбранио 18. новембра 1900. године. Ментор његовог рада био је доктор Винценц Черни који је оперисао књегињу Милену, супругу Николе I. Постоје подаци да је доктор Черни долазио Милени у посети и могуће да је то познанство утицало на Станков одлазак у Хајделберг. По Завршетку студија, једно време је радио као асистент доктора Чернеја.
Станко се запослио у Болници Данило I на Цетињу, а о његовом раду је и сам књаз Никола говорио похвално. Као специјалиста је радио од априла 1903. а потом је једно време био и управник болнице. После капитулације Црне Горе, аустријске власти су га послале у логор Болдогасоњ где је провео три године, у период од 1916. до 1919. Након тога, на кратко одлази на Цетиње а потом за Нови Сад где постаје шеф шеф хируршког одељења Државне болнице у Новом Саду. На тој позицији остаје све до своје смрти, када га је убио син Душан, 28. маја 1932. године. По записима, Станков син Спира, студирао је у Београду и месечно је добијао између 4.000 и 5.000 динара. Због Спириног начина живота, долазило је до свађа између оца и сина који је захтева више новца. У нервном растројству, Спира се 28. маја упутио из Београда како би се обрачунао са оцем. У свађи га је убио, а приликом хапшења је изјавио да се не каје.
Станко Матановић је сахрањен на Алмашком гробљу у Новом Саду.